# The Grasp of Greed
The Grasp of Greed (conhecido no Reino Unido sob o título Mr. Meeson's Will) é um filme mudo norte-americano de 1916, do gênero drama, dirigido por Joe De Grasse e estrelado por Lon Chaney.
O romance já tivera uma adaptação no ano anterior (Mr. Meeson’s Will), dirigida por Frederick Sullivan.

## Elenco
- C. Norman Hammond - John Meeson
- Jay Belasco - Eustace
- Louise Lovely - Alice Gordon
- Gretchen Lederer - Lady Holmhurst
- Lon Chaney - Jimmie
- Lillian Leighton

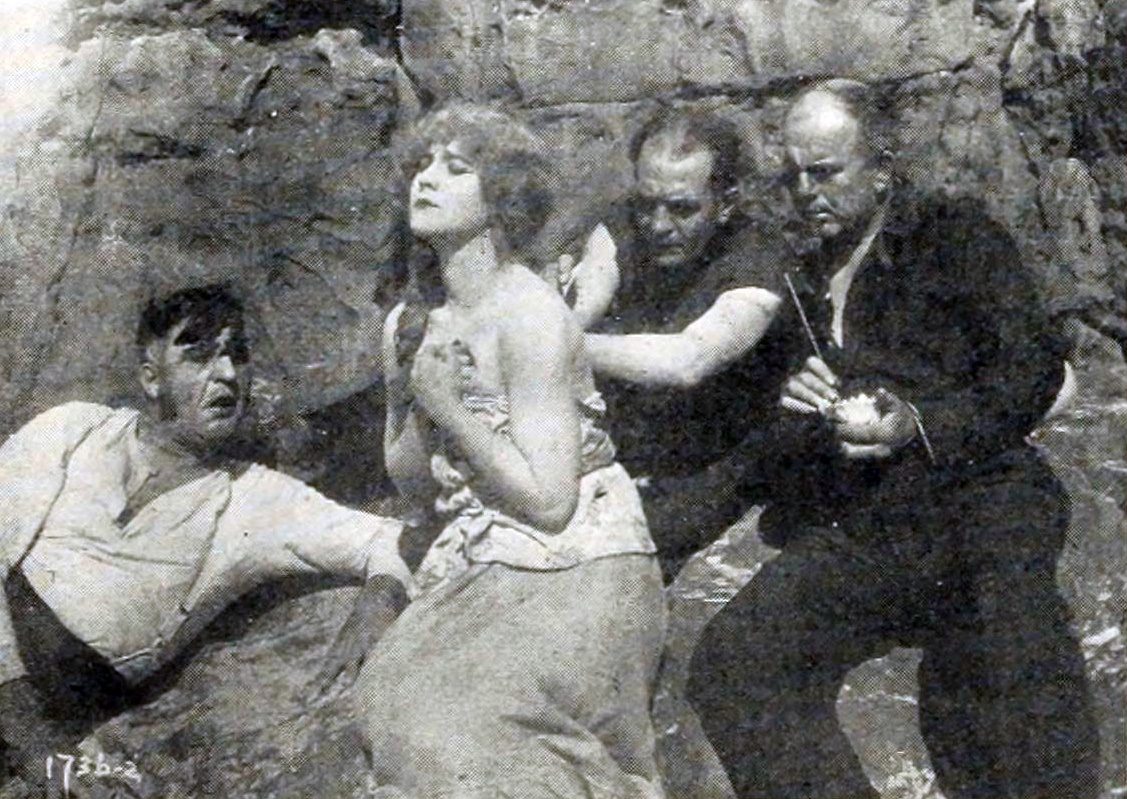
The Grasp of Greed (1916)

- Louise Emmons - Sobrevivente do naufrágio (não creditada)